# 乌克兰时间
乌克兰于冬季采用欧洲东部时间（UTC+2时区，比协调世界时快两个小时），夏令时采用欧洲东部夏令时间（UTC+3时区，比协调世界时快三个小时）。乌克兰的标准时被称为基辅时间（烏克蘭語：Київський час），以该国首都基辅命名。乌克兰于当地时间每年3月最后一个星期日凌晨3:00启用夏令时，每年10月最后一个星期日凌晨4:00改回冬令时。

## 历史

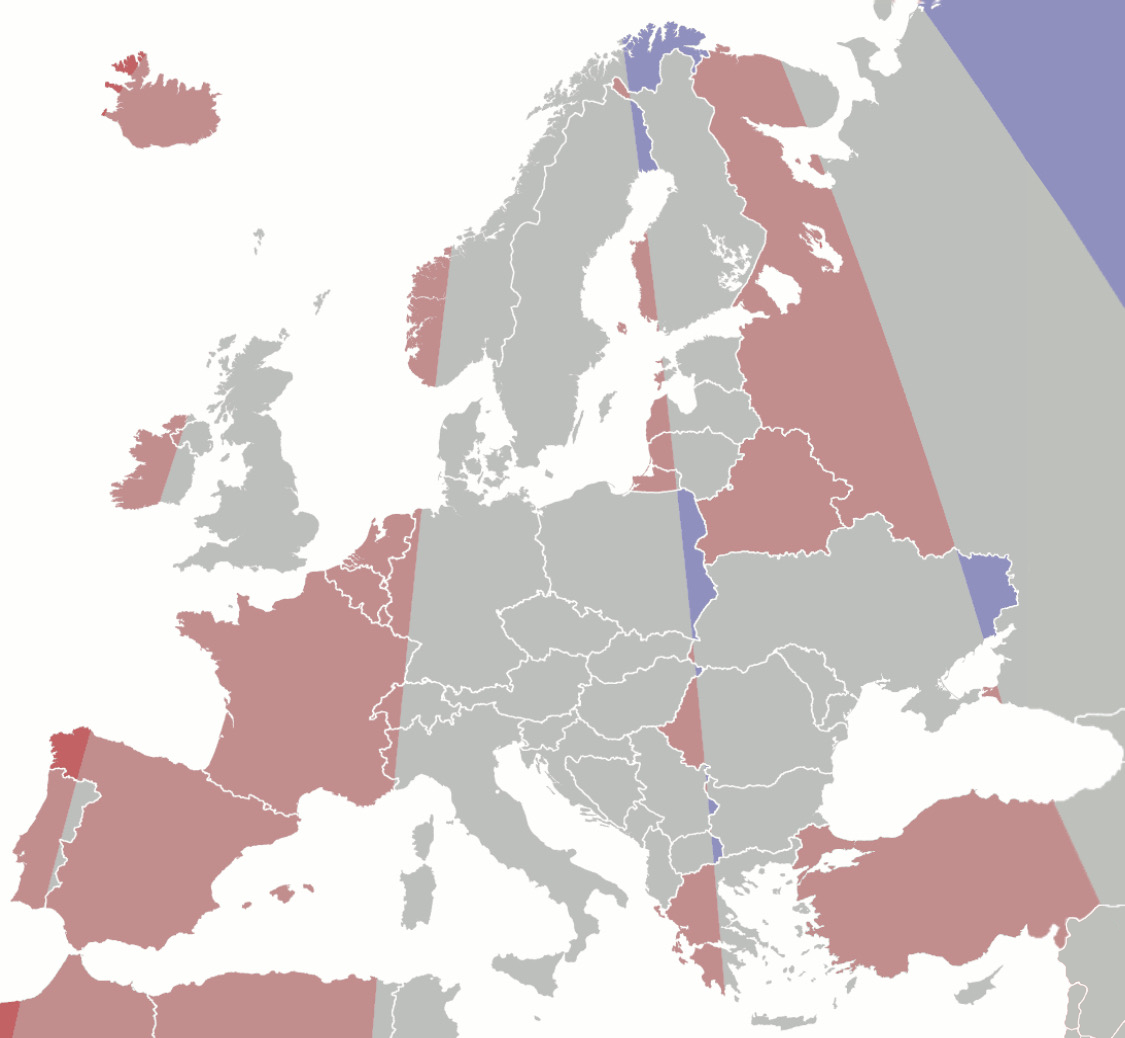
冬季欧洲各地的法定时间比实际时间……
晚30-90分钟
慢30分钟至快30分钟
快30到90分钟
快90到150分钟可见西欧大部分地区和俄罗斯欧洲部分西部的法定时间明显快于实际时间。

乌克兰于20世纪80年代早期引入夏令时，于1981年至1989年间夏季使用莫斯科夏令时间（UTC+4）。由于苏联解体，1992年开始采用欧洲东部夏令时间。2011年9月，乌克兰最高拉达计划不再调回冬季时间，但不到一个月后就取消了计划。2014年3月，被俄羅斯吞併的克里米亚从欧洲东部时间改用莫斯科时间。当年10月，兩個俄羅斯傀儡政權「顿涅茨克人民共和国」和「卢甘斯克人民共和国」也启用了莫斯科时间。